# Маршфилд (Миссури)
Маршфилд (англ. Marshfield) — город в штате Миссури, США, административный центр округа Уэбстер. Его население составляет 7 458 человек (оценка 2020 г).
В Маршфилде родился астроном Эдвин Хаббл.